# Vilmoš Loci
Vilmoš Loci (in serbo Вилмош Лоци?; Veliki Bečkerek, 19 gennaio 1925 – Zrenjanin, 12 luglio 1991) è stato un cestista e allenatore di pallacanestro jugoslavo.

## Carriera
Con la Jugoslavia ha disputato due edizioni dei Campionati mondiali (1950, 1954) e tre dei Campionati europei (1953, 1955, 1957).

## Palmarès

### Giocatore
- YUBA liga: 1

Proleter Zrenjanin: 1956